# Трой МакКлур
Трой МакКлур (англ. Troy McClure) — персонаж «Сімпсонів», герой численних фільмів.

## Загальний опис
Трой - чоловік середнього віку, йому 46 років. Якщо по серіалу рахувати фільми, в яких Трой знімався, вийде не менше 100. Зазвичай вітається, починаючи словами: «Привіт, Я Трой МакКлур, ви, мабуть, пам'ятаєте мене за такими фільмами, як…» і починає називати їх. Деяких персонажів це вже дратує; мало того, є версія, що деякі з його фільмів він вигадав або в них не знімався. Хоча насправді часто знімався у різних короткометражних фільмах наукового характеру. У нього є асистент — хлопчик на ім'я Біллі, який його дуже шанує. Трой був одружений з Сельмою Був'є, але не з любові, а через бізнес. До фільмів, в яких він хотів зніматися, допускали тільки одружених акторів. За час одруження на Сельмі Трой дуже зблизився з Гомером і розповів йому про свою аферу. Гомер цей обман викрив. Сельма страшенно образилася на Троя і вони згодом розлучилися.

### Розвиток героя
Трой був досить знаменитим кіноактором у 1970-х роках, навіть знявся у повнометражних фільмах. З часом його популярність почала стрімко згасати і він мусив перейти на короткометражки. У рекламах він свого стилю ніколи не міняє — починає говорити так само і так само називає фільми. Оскільки Трой не завжди має фінансування (а над ним є досить потужне керівництво), він мусить зніматися у будь-яких типах реклам. Окрім цього Трой іноді веде природничі програми про тварин і птахів.

## Озвучення персонажа
Голос персонажа належить Філу Гартману, який озвучував Троя до дев'ятого сезону. Філ Гартман загинув у 1998 році і заміну голосу Трою МакКлуру не знайшли. Востаннє він мав звукову роль у серії Мама-Барт, де Барт застрелив пташку, але дуже засоромився і вирішив врятувати її пташенят, але то були ящірки. Трой МакКлур ще декілька разів з'являвся у серіалі, але не говорив. Персонаж ще іноді з'являється у коміксах, де його прізвище було змінено з «МакКлур» на
«МакКлюр», але і там голосу майже не подає.